# Монте, Нелсон
Нелсон Маседу Монте (порт. Nélson Macedo Monte; родился 30 июля 1995 года в Вила-ду-Конди, Португалия) — португальский футболист, защитник клуба «Малага».

## Клубная карьера
Монте — воспитанник клубов «Бенфика» и «Риу Аве». 12 апреля 2014 года в матче против «Ольяненсе» он дебютировал в Сангриш Лиге.
2 сентября 2021 года заключил двухлетний контракт с украинским клубом «Днепр-1».

## Международная карьера
В 2015 году Монте в составе молодёжной сборной Португалии принял участие в молодёжном Чемпионате мира в Новой Зеландии. На турнире он сыграл в матче против сборной Колумбии.